# Aptostichus flavipes
Aptostichus flavipes är en spindelart som beskrevs av Alexander Petrunkevitch 1925. Aptostichus flavipes ingår i släktet Aptostichus och familjen Cyrtaucheniidae. Inga underarter finns listade i Catalogue of Life.